# Verlustleistung
Als Verlustleistung bezeichnet man die Differenz zwischen aufgenommener Leistung (Leistungsaufnahme) und in der gewünschten Form abgegebener Leistung (Leistungsabgabe) eines Gerätes oder Prozesses. Verlustleistung wird überwiegend als Wärmestrom freigegeben. 
Wichtig ist die Verlustleistung besonders bei Energieübertragung und Energiewandlung, wie in Getrieben (mechanische Energie), Transformatoren (elektrische Energie), Lampen (Wandlung von elektrischer in Lichtenergie), Motoren (Wandlung von chemischer oder elektrischer Energie in mechanische Energie); sie soll möglichst klein gehalten werden. Ein Teil der Verlustleistung eines Motors ist die Schleppleistung. Das Abführen der entstehenden Verlustwärme erfolgt direkt, durch Strahlung oder Wärmeübertragung (Wärmeleitung und Konvektion), teilweise mit Hilfe eines Kühlers.

## Elektrotechnik

Erklärung zum Verlust auf Leitungen

In der Elektrotechnik bezeichnet man jenen Teil der Wirkleistung als Verlustleistung {\displaystyle P_{\text{Verlust}}}, der unerwünscht in einem Gerät oder Bauelement in Wärmestrom umgesetzt wird. 
{\displaystyle P_{\text{Wirk}}=P_{\text{Verlust}}+P_{\text{Nutz}}\,} .
Kondensatoren und Spulen beziehen bei Wechselspannung zusätzlich Blindleistung, die jedoch wieder an den Generator zurückgeliefert wird. Sie kann durch Blindleistungskompensation reduziert werden. An solchen Blindwiderständen geht im Idealfall keine Leistung in Form eines Wärmestromes verloren, ihre Übertragung erzeugt aber Verluste im Stromnetz.
Da elektrische Bauelemente wie Kabel oder auch mikroelektronische Schaltkreise nur bis zu einer maximal erlaubten Arbeitstemperatur betrieben werden dürfen (andernfalls droht oft die Zerstörung des Bauelements), ist die maximale Verlustleistung {\displaystyle P_{\text{tot}}} von den Kühlbedingungen, d. h. der Wärmeabfuhr, abhängig. Diese wird in der Regel vom Hersteller angegeben. Die Verlustleistung spielt daher bei der Halbleiterdimensionierung eine wichtige Rolle, da in den relativ kleinen Bauelementen häufig hohe Energiemengen in Verlustwärme umgewandelt werden. Zu deren Abfuhr an die Luft werden u. a. Kühlkörper eingesetzt. Je größer die Oberfläche gemacht wird, desto geringer steigt die Temperatur an, bei der die Wärmeenergie abgegeben wird. Da bei integrierten Schaltkreisen die Abgabe von Leistung meist nicht zu deren Aufgaben zählt und sie daher keine erwünschte Wirkleistung haben, entspricht die Verlustleistung in dem Fall der gesamten aufgenommenen Leistung.
Der Leitungsverlust bei der Übertragung elektrischer Energie hängt direkt vom Leitungswiderstand {\displaystyle R}, somit von der Leitungsdicke und dem verwendeten Material, sowie vom fließenden elektrischen Strom {\displaystyle I} ab. Er kann mit {\displaystyle P=R\cdot I^{2}} oder {\displaystyle \ P=U^{2}/R} berechnet werden, wobei {\displaystyle U} den Spannungsabfall über dem Leitungswiderstand {\displaystyle R} bezeichnet.

## Verlustleistung bei elektronischen Schaltern
In Schaltnetzteilen verwendet man elektronische Schalter (Bipolartransistoren oder MOSFETs), um Strom mit einer Frequenz im Kilohertz-Bereich zu schalten. Dabei ist es wichtig, Zwischenzustände zu vermeiden, in denen sowohl die Spannung am Transistor (bei Bipolartransistoren zwischen Kollektor und Emitter, bei MOSFETs zwischen Drain und Source) als auch der fließende Strom gleichzeitig groß sind, weil dann das Produkt {\displaystyle P=U\cdot I} sehr groß ist, so dass die Sperrschicht im Transistor schneller überhitzt und zerstört wird, als die Wärme abgeführt werden kann.
- Wenn der Transistor sperrt, sind der Strom, und damit auch die Leistung annähernd 0, auch wenn die Spannung am Transistor 300 V beträgt.
- Wenn der Transistor voll durchschaltet, sinkt bei Bipolartransistoren {\displaystyle U_{\text{CE}}} auf eine Sättigungsspannung von etwa 0,5 V, bei MOSFETs sinkt {\displaystyle U_{\text{DS}}} noch tiefer. Bei einem Kollektorstrom von 30 A beträgt die Verlustleistung am Transistor nur 15 W, obwohl eine Last von 9000 W geschaltet wird.
- Während des Umschaltens ändern sich die Größen nicht schlagartig, und es kann vorkommen, dass der Strom zum Beispiel schon auf 10 A gestiegen und die Spannung am Transistor erst auf 40 V abgesunken ist. Die Verlustleistung steigt damit kurzzeitig auf 400 W auf kleinstem Raum. Die mittleren Schaltverluste sind proportional zur Schaltfrequenz.